# Лапшиновка (Кемеровская область)
Лапши́новка — посёлок в Ленинск-Кузнецком районе Кемеровской области. Входит в состав Демьяновского сельского поселения.

## География
Центральная часть населённого пункта расположена на высоте 270 метров над уровнем моря.

## Население
По данным Всероссийской переписи населения 2010 года, в посёлке Лапшиновка проживает 191 человек (92 мужчины, 99 женщин).